# Living the Dream
Living the Dream foi uma mini série do Disney Channel que mostra a banda Jonas Brothers pelos bastidores da When You Look Me In The Eyes Tour em 2008. A série teve duas temporadas e seu último episódio foi em 31 de maio de 2010.
Kevin, Joe, Nick e sua família mostram como é uma banda na estrada entre shows, entrevistas, photoshoots, gravação de álbuns, preparação para a nova tour e a convivência entre os três irmãos.

## Elenco
- Joe Jonas como Ele Mesmo
- Kevin Jonas como Ele Mesmo
- Nick Jonas como Ele Mesmo
- Frankie Jonas como Ele Mesmo